# لارنژیت
لارنژیت (انگلیسی: Laryngitis)، به التهاب حنجره (جعبه صدا) گفته می‌شود. علائم آن معمولاً شامل دیسفونی بوده و ممکن است تب، سرفه، درد در قسمت جلوی گردن و مشکل در بلع را نیز شامل شود. معمولاً این علائم کمتر از دو هفته طول می‌کشند.

## علت‌ها
لارنژیت بر اساس مدت زمان آن به دو نوع تقسیم می‌شود: اگر کمتر از ۳ هفته طول بکشد، حاد و اگر علائم بیش از ۳ هفته ادامه یابند، مزمن محسوب می‌شود. موارد حاد معمولاً در نتیجه‌ عفونت ویروسی دستگاه تنفسی فوقانی، سایر عفونت‌ها یا آسیب‌هایی مانند سرفه شدید رخ می‌دهند. موارد مزمن ممکن است به دلایلی مانند دود کردن، سل، آلرژی، رفلاکس معده، روماتیسم مفصلی یا سارکوئیدوز ایجاد شوند. مکانیسم اصلی این بیماری شامل تحریک پرده‌های صوتی است.

## تشخیص
علائم نگران‌کننده‌ای که ممکن است نیاز به بررسی‌های بیشتر داشته باشند شامل سوت تنفسی، سابقه پرتودرمانی به ناحیه گردن، مشکل در بلع، طولانی شدن بیماری بیش از ۳ هفته و سابقه دود کردن هستند. در صورت وجود این علائم، باید پرده‌های صوتی با استفاده از حنجره‌بینی مورد بررسی قرار گیرند. سایر بیماری‌هایی که می‌توانند نشانه‌هایی مشابه ایجاد کنند شامل اپی‌گلوتیت، خروسک، استنشاق جسم خارجی و سرطان حنجره هستند.

## درمان و همه‌گیرشناسی
لارنژیت حاد معمولاً بدون نیاز به درمان خاصی برطرف می‌شود. استراحت دادن به صدا و مصرف مایعات کافی ممکن است به بهبود کمک کند. آنتی‌بیوتیک‌ها معمولاً در درمان نوع حاد مؤثر نیستند. لارنژیت حاد شایع است، اما نوع مزمن آن کمتر رخ می‌دهد. لارنژیت مزمن بیشتر در میان‌سالی دیده می‌شود و در مردان شایع‌تر از زنان است.

## نشانه‌های بیماری
- بدصدایی یا بی‌صدایی
- خشکی، سوزش و درد گلو

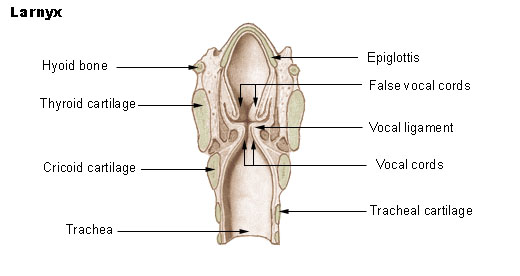
ساختار اندام حنجره

- سرفه که هم عامل لارنژیت و هم از نشانه‌های آن است.
- دشواری در بلع
- احساس تورم در حنجره
- نشانه‌های سرماخوردگی و آنفلوآنزا، مانند سرفه
- تورم غدد لنفاوی در گلو، قفسهٔ سینه، یا صورت
- تب
- خلط خونی
- تنگی نفس، به‌ویژه در کودکان
- افزایش بزاق دهان

## علائم بیماری
در مراحل اولیه، اریتما (سرخ‌شدگی پوست) و تورم در دریچهٔ نای، چین آری‌اپیگلوتیک، غضروف آریتنوئید و چین‌های وستیبولار مشاهده می‌شود. در مراحل بعدی، تارهای صوتی و بخش‌های سابگلوتیک پایین گلو نیز درگیر می‌شوند. ترشحات چسبنده‌ای بین تارها و منطقهٔ آریتنوئیدی وجود دارند. گاهی و به‌ویژه در زمانی که از تارهای صوتی، بیش از حد کار کشیده شده باشد، خونریزی‌های زیرمخاطی دیده می‌شود.

## عوارض لارنژیت
لارنژیت در صورت عدم درمان میتواند به عفونت گوش ، پونومونی  و یا حتی سینوزیت تبدیل شود. لارنژیت گاهی میتواند باعث سینه پهلو و عفونت لوزه های نیز بشود. در صورتی که گرفتگی صدای ناشی از لارنژیت تا یک هفته پس از اتمام کلیه علائم بر طرف نشود باید به وجود بدخیمی شک کرد.

## درمان
- استراحت دادن به صدا و تارهای صوتی در درمان لارنژیت مهم است.
- استنشاق بخور روغن کاج یا اوکالیپتوس به نرم شدن ترشحات کمک می‌کند.
- برای کاهش سرفه‌ها، شربت‌های سینه و مسکن‌های سرفه تجویز می‌شود.
- برای حنجره‌ای که به‌شدت ملتهب شده‌است، یک مرطوب‌کنندهٔ هوا یا دستگاه بخور برای مرطوب کردن هوایی که توسط بیمار تنفس می‌شود، توصیه می‌شود.
- چنانچه عامل لارنژیت، بازگشت اسید معده به مری باشد، یک مهارکنندهٔ H2 (مانند رانیتیدین یا مهارکننده‌های پروتون پمپ مانند امپرازول به‌منظور کاهش ترشحات اسید معده تجویز می‌شود.
- اگر لارنژیت بر اثر سوختگی حرارتی یا شیمیایی به وجود آمده باشد، برای درمان آن از داروهای استروئیدی استفاده می‌شود.
- در التهاب حنجرهٔ ویروسی، نوشیدن مایعات کافی، مفید و مؤثر است.
- اگر عامل لارنژیت، عفونت باکتریایی یا قارچی باشد، برای درمان آن از آنتی‌بیوتیک یا داروهای ضد قارچ استفاده می‌شود. در باقی موارد، استفاده از آنتی‌بیوتیک‌ها تأثیری ندارد.
- چنانچه بدصدایی یا از دست دادن صدای بیمار، به‌دلیل وجود گره در تارهای صوتی باشد، پزشکان معمولاً عمل جراحی یا گفتاردرمانی را پیشنهاد می‌کنند.